# 1788 Kiess
Kiess (asteróide 1788) é um asteróide da cintura principal, a 2,6108212 UA. Possui uma excentricidade de 0,161186 e um período orbital de 2 005,67 dias (5,49 anos).
Kiess tem uma velocidade orbital média de 16,88251011 km/s e uma inclinação de 0,66997º.
Esse asteróide foi descoberto em 25 de Julho de 1952 por Goethe Link Obs..